# CI2: Tropical Stories
Coral Isle 2: Tropical Stories - сиквел популярної гри Coral Isle, яка налічувала понад 5 мільйонів гравців по всьому світу і входила в топ 50 топ-гроссінг ігор в соціальній мережі Facebook. Гра Coral Isle 2: Tropical Stories доступна на семи мовах: російській, українській, англійській, німецькій, французькій, іспанською та італійською. Гра вийшла в реліз на початку 2021 року і зараз активно розвивається, випускаючи сюжетну лінію та тематичні епізоди.

## Сюжет
Після авіакатастрофи ви опиняєтеся на безлюдному острові в центрі океану. Надалі розвитку сюжету ваш герой зустрічає безліч персонажів, які стають друзями і помічниками в дослідженні диких джунглів. На початковому етапі гри ви можете побудувати пліт і дістатися до острова, який краще підходить для облаштування комфортного життя і вирощування культур і рослин. Розвиток сюжетної лінії відбувається через цікаві і часом кумедні діалоги персонажів і їх взаємодії. Не менш важливу роль відіграють дослідження інших островів, відомі в грі як Рятувальні експедиції.

#### Святкові епізоди
У грі планується багато святкових епізодів. Першим з них став епізод до Дня Святого Патрика.
На цілий місяць гравцям відкрився для дослідження острів Лепрекона зі своєю історією і загадкою, яку треба буде розв'язати, щоб врятувати жителів острова від витівок злого друїда. У цьому епізоді ваш герой може спробувати зварити ель, знайти золоті скарби і переплавити їх на величезну статую лепрекона, а також познайомитися із справжньою Фейрі.

#### Острови
Крім основної сюжетної лінії про вивчення острова, гравцеві пропонують відвідати сусідні острови. Кожен з них має свою захоплюючу історію, під час проходження яких герой-дослідник знайомиться з новими персонажами, отримує корисні ресурси і відкриває для себе більше можливостей розширити територію головного острова.

## Геймплей
Відразу ж після прибуття на головний острів герой отримує можливість створити грядки і посадити на них рослини, потрібні для виконання квестів. З підвищенням рівня в грі стає доступно до висадки більше рослин і сільськогосподарських культур, з'являються дикі тварини, яких можна приручити, герой знайомиться з місцевим колоритом і жителями острова.
Безліч дій в грі відбувається за допомогою такого ресурсу, як енергія. Завдяки їй можна садити рослини, вирубувати дерева і відкривати заховані скрині зі скарбами.

#### Рослини і тварини
Флора в грі поєднує в собі не тільки типові рослини, які ми звикли бачити, а й тропічні фрукти і чарівні квіти з дивовижними назвами: Ядоцвет, Агрессівус, Гармоніус, Дісгармоніус і Позітівус. На вирощування культур
йде від декількох хвилин до декількох годин, однак їх можна удобрювати для якнайшвидшого дозрівання.
Можливість отримувати яйця, молоко і шерсть з'являється після того, як ваш герой приручає диких курей, корів, овець і кіз. Відразу після приручення ці тварини будуть видні в вашому меню для подальшої їх покупки в будь-який час. Також в грі є вихованці з суперсилами, які допомагають вам отримувати додаткові ресурси при відвідуванні друзів. Кошеня, півня і жабу гравці можуть приручити після проходження певних квестів, а поні і цуценя - купити за внутрішньоігрову валюту перлини після певних рівнів.

#### Сусіди
У кожного гравця може бути 1000 сусідів. При відвідуванні друзів ви можете залишити на їх островах подарунки, куплені за Френдіум. Список подарунків дуже різноманітний: тематичні повітряні кулі, іменинний торт, ляльки вуду, хмари з веселкою і навіть кістки тварини. Простежити за прогресом друзів можна звернувши увагу на будівлі, які побудовані на острові, а також на культури, які вже доступні до посадки.
Не забудьте оцінити особливе назва острова вашого друга.

#### Колекції
У грі СІ2: Tropical stories є дуже багато шляхів отримання потрібних рідкісних ресурсів. Один із способів - колекціонування елементів у вкладці «Колекції» в головному меню зліва. Їх суть полягає в отриманні певних легковидобувних ресурсів і надалі обміні їх на щось рідкісне і потрібне в роботі на острові. Також елементи колекції можна отримати на островах друзів.

#### Френдіум
Одна з особливостей гри - наявність Френдіума. Це своєрідні бали дружби, які ви можете отримати при відвідуванні друзів. Вони дозволяють залишати подарунки на островах друзів і сокомандніка без витрачання монет і перлів. Заробити Френдіум дуже просто, потрібно всього лише відвідувати острова друзів кожен день і збирати елементи колекції, клікаючи на будівлю або рослина. При цьому витрачається енергія відвідувань, яку ви отримуєте по 5 одиниць кожні 24 години на друзів з вашого списку.

#### Торгові майданчики
Торгівля в грі представлена унікальними тематичними майданчиками. Одна з них - Складська Хатина Біпото. Виконуючи запити Біпото і продаючи створені вами предмети і приготовані продукти, ви заробляєте внутрішньоігрові монети, енергію і ресурси.
Трохи інша система отримання нагород через торгівлю відкривається після 13 го рівня. Гравці відкривають для себе квадрокоптер, за допомогою якого можуть отримати ресурси і монети, виконуючи замовлення.

#### Валюта
Ігрова валюта представлена двома видами - перлини і монети. Їх можна отримати при виконанні завдань і проходження квестів, також можлива їх покупка за реальні гроші через платіжну систему Фейсбуку.
Витратити перлини можна на прикрасу острова декораціями, пропуск завдань і подарунки друзям.

#### Командні занурення
Командна активність в грі - це п'ятиденні глибоководні занурення, в яких всі учасники виконують завдання, щоб перемогти підводних чудовиськ. За проходження етапів кожен член команди отримує корисні ресурси, які вибирає сам.
Кожне завдання оцінюється в певну кількість якорів, вони підсумовуються і показують рівень старань гравця в списку його команди.